# Льюїс Вілсон
Льюїс Гілберт Вілсон (англ. Lewis Gilbert Wilson, 28 січня 1920 — 9 серпня 2000) — американський актор, відомий тим, що першим зіграв Бетмена у кіносеріалі «Бетмен» 1943 року.

## Життя та кар'єра
Льюїс Вілсон народився у Фремінгемі, штату Массачусетс, у родині Люсіль та Джона Генрі Вілсона. Льюїс виріс у Літтлтоні, де його батько був служителем Першої унітарної церкви з 1927 по 1945 рік. Льюїс закінчив Вустерську академію у 1939 році, яку закінчували також представники попередніх поколінь Вілсонів.
Після вступу США у Другу світову війну у 1943 році, Columbia Pictures створили перший серіал про Бетмена. Льюїс Вілсон був обраний на роль Бетмена в цьому 15-серійному серіалі, де головного антагоніста, японського шпигуна доктора Дака, зіграв Дж. Керрол Нейш. Це був екранний дебют Вілсона, якому тобі було 23 роки.
Вілсон одружився з письменницею та акторкою Даною Натол, з якою познайомився під час навчання в Академії драматичних мистецтв в Карнегі-холлі в Нью-Йорку. У них народився син Майкл Г. Вілсон.
Після закінчення війни Вілсон та його сім'я переїхали до Каліфорнії, де він та його дружина приєдналися до трупи театру Pasadena Playhouse. Незадовго після переїзду, Вілсон розлучився. Його останнім фільмом стала стрічка «Голе алібі» у 1954 році. Потім він залишив шоу-бізнес та багато років працював у General Foods.
Після виходу на пенсію, Льюїс Вілсон жив у Північному Голлівуді.
Він помер у Сан-Франциско у віці 80 років. 

## Фільмографія
| Рік  | Назва                      | Роль                            | Примітки             |
| ---- | -------------------------- | ------------------------------- | -------------------- |
| 1943 | Руда з Мангеттена          | Пол                             |                      |
| 1943 | Хай щастить, містер Єйтс   | Паркхерст                       | В титрах не вказаний |
| 1943 | Бетмен                     | Брюс Вейн / Бетмен              | Кіносеріал           |
| 1943 | Насамперед сміливість      | доктор Клейніч                  | В титрах не вказаний |
| 1943 | Моє королівство для кухаря | репортер                        | В титрах не вказаний |
| 1943 | Щось про солдата           | Томас Болівар Джефферсон        |                      |
| 1943 | Клондайк Кейт              | Джордж Грем                     | В титрах не вказаний |
| 1944 | Рекетір                    | капітан Андерсон                | В титрах не вказаний |
| 1944 | Красива, але зламана       | пілот                           | В титрах не вказаний |
| 1944 | Свято моряка               | Джером «Залізна людина» Коллінз |                      |
| 1944 | Одного разу                | людина                          | В титрах не вказаний |
| 1951 | Дика жінка                 | Трент                           |                      |
| 1952 | Крейг Кеннеді, кримінолог  | Волт Джеймсон                   | 26 епізодів          |
| 1954 | Голе Алібі                 | офіцер прикордонної служби      | В титрах не вказаний |